# 朗根塞尔博尔德
朗根塞尔博尔德（德語：Langenselbold，發音：[laŋənˈzɛlbɔlt] ⓘ）是德国黑森州达姆施塔特行政区美因-金齐希县的城市，面积26.23平方千米，2023年12月31日人口为14,630人。